# Empire Slovak Open
Empire Slovak Open je ženský profesionální tenisový turnaj okruhu ITF Mezinárodní tenisové federace.
Koná se v květnu na antukových dvorcích tenisového klubu TC EMPIRE Trnava a jeho rozpočet činí 75 000 amerických dolarů. Jedná se o největší ženský tenisový turnaj na Slovensku.
Založen byl v roce 2009 a jeho první vítězkou se stala Yvonne Meusburgerová. Poslední ročník turnaje vyhrála poprvé v kariéře Anna Karolína Schmiedlová.

## Finálové výsledky

### Dvouhra
| Rok             | Vítězka                    | Finalistka           | Výsledek      |
| --------------- | -------------------------- | -------------------- | ------------- |
| ↓ ITF $25 000 ↓ |                            |                      |               |
| 2009            | Yvonne Meusburgerová       | Sandra Záhlavová     | 7–6(7–0), 6–1 |
| 2010            | Sandra Záhlavová           | Lenka Juríková       | 2–6, 6–3, 6–1 |
| ↓ ITF $50 000 ↓ |                            |                      |               |
| 2011            | Yvonne Meusburgerová       | Elitsa Kostovová     | 0–6, 6–2, 6–0 |
| 2012            | Anastasija Sevastovová     | Ana Savičová         | bez boje      |
| ↓ ITF $75 000 ↓ |                            |                      |               |
| 2013            | Barbora Záhlavová-Strýcová | Karin Knappová       | 6–2, 6–4      |
| 2013            | Anna Karolína Schmiedlová  | B Záhlavová-Strýcová | 6–4, 6–2      |

### Čtyřhra
| Rok             | Vítězky                                    | Finalistky                                | Výsledek    |
| --------------- | ------------------------------------------ | ----------------------------------------- | ----------- |
| ↓ ITF $25 000 ↓ |                                            |                                           |             |
| 2009            | Sandra Klemenschitsová Vladimíra Uhlířová  | Michaela Paštiková Darina Šeděnková       | 6–4, 6–2    |
| 2010            | Iveta Gerlová Lucie Kriegsmannová          | Michaela Hončová Lenka Wienerová          | 6–2, 6–1    |
| ↓ ITF $50 000 ↓ |                                            |                                           |             |
| 2011            | Janette Husárová Renata Voráčová           | Lenka Wienerová Jana Čepelová             | 7–6(2), 6–1 |
| 2012            | Renata Voráčová Elena Bogdanová            | Sandra Klemenschitsová Marta Domachowská  | 7–6(2), 6–4 |
| ↓ ITF $75 000 ↓ |                                            |                                           |             |
| 2013            | Renata Voráčová Mervana Jugićová-Salkićová | Jana Čepelová Anna Karolína Schmiedlová   | 6–1, 6–1    |
| 2014            | Stephanie Vogtová Čeng Saj-saj             | Margarita Gasparjanová Jevgenija Rodinová | 6–4, 6–2    |